# Stazione di San Vitaliano
Stazione di San Vitaliano vasútállomás Olaszországban, San Vitaliano településen.

## Vasútvonalak
Az állomást az alábbi vasútvonalak érintik:
- Nápoly–Nola–Baiano-vasútvonal

## Kapcsolódó állomások
A vasútállomáshoz az alábbi állomások vannak a legközelebb:
- Stazione di Scisciano
- Stazione di Marigliano (Circumvesuviana)